# Cafè d'ordi

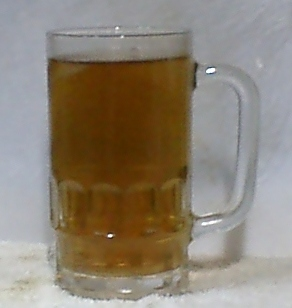
Un vas de mugicha

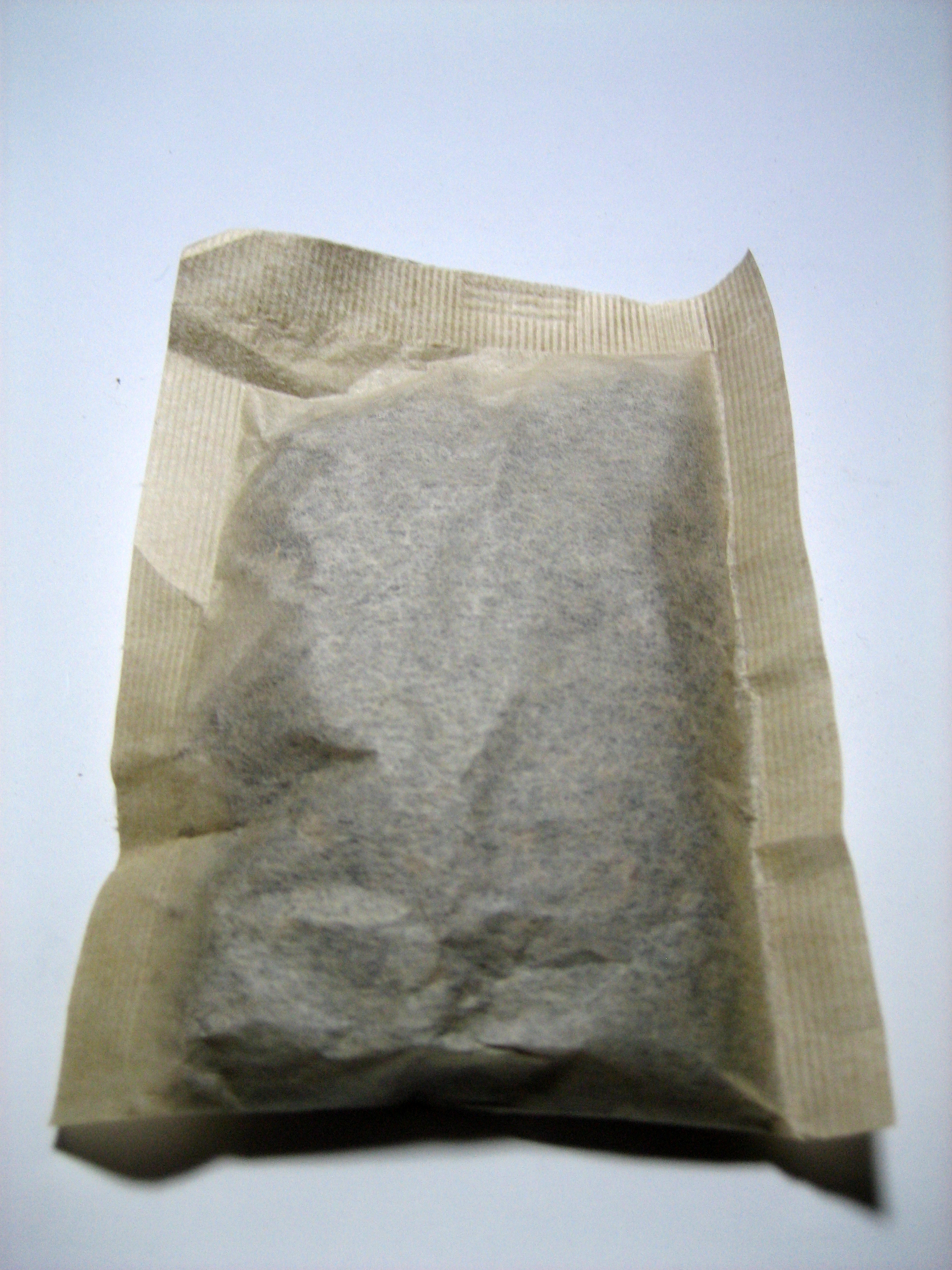
Un saquet de mugicha

El cafè d'ordi és una tisana feta de gra torrat d'ordi. Encara que és considerat un substitut del cafè no conté cafeïna, encara que pot tenir un gust pronunciat de cafè.
També rep el nom de malta.
S'havia consumit molt durant la postguerra espanyola (des de 1939 als anys 50) per manca de subministrament de l'autèntic cafè. També va passar el mateix en altres països europeus arran de les guerres mundials.
El cafè d'ordi torrat es ven en forma de grànuls i sovint es combina amb xicòria i altres ingredients.
A Itàlia és una beguda popular anomenada caffè d'orzo.
Amb el nom japonès de |mugicha (麦茶 te d'ordi) es consumeix molt fred al Japó a l'estiu i calent a l'hivern.
A Corea rep el nom de boricha (보리차})